# Sanchezia ecuadorensis
Sanchezia ecuadorensis là một loài thực vật có hoa trong họ Ô rô. Loài này được Leonard miêu tả khoa học đầu tiên năm 1926.